# Johannes Fabricius
Johannes o Johann Fabricius (forma llatinitzada del seu cognom original, Goldsmid) (8 de gener de 1587 - 19 de març de 1616) fou un metge i astrònom alemany i el primer a observar les taques solars a través d'un telescopi.

## Biografia

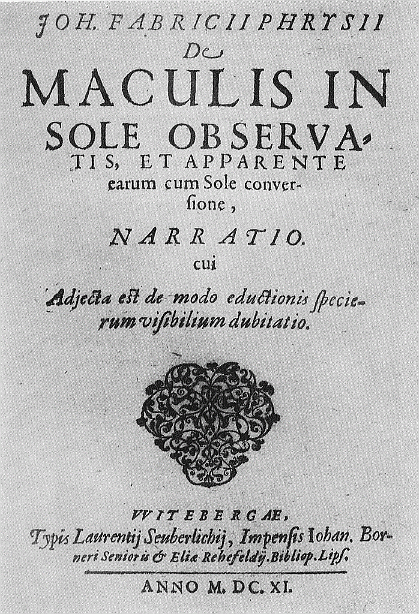
Portada de l'obra en la que J. Fabricius descriu les seves observacions de les taques solars.

Fabricius va néixer a Resterhave (Alemanya nord-occidental) el 8 de gener del 1587. El seu pare, David Fabricius era pastor luterà, astròleg i hàbil astrònom que es va fer famós per descobrir el 1596 la variabilitat de l'estrela Mira. Entre 1604 i 1610 va estudiar medicina a Helmstedt, Wittenberg i finalment Leiden on començaria les seves primeres observacions amb un telescopi.
Va observar les taques solars per primera vegada el 27 febrer 1611 (9 de març segons el calendari gregorià) i continuar les observacions juntament amb el seu pare. Fabricius interpretar correctament el moviment de les taques solars com a resultat de la rotació del Sol al voltant del seu eix. El juny del 1611 va publicar les seves observacions en l'obra Maculis in Sole observatis et apparent earum cum Sole conversione, narrati ("Narració sobre l'observació de taques en el Sol i la seva aparent rotació amb el Sol"). En un principi observaven les taques solars directament a través del telescopi just a la sortida o posta del Sol més tard usarien la tècnica de la cambra fosca desenvolupada per Kepler.
Després de la seva mort les seves observacions oblidades fins a 1723 quan es va trobar i va tornar a publicar una còpia del seu petit pamflet. Fins llavors la disputa sobre l'autoria de les primeres observacions de les taques solars amb un telescopi se centrava en Galileo Galilei i Christoph Scheiner, que les havien observat aquest mateix any però temps després.